# Вища рада національної безпеки Ірану
Вища рада національної безпеки Ірану — виконавчий політичний орган Ірану. Цей інститут заснований в 1989 згідно зі статтею 176 переглянутої Конституції Ірану.
Юридично глава Ради — президент Ірану, фактично — Вищий керівник Ірану, який має двох особистих представників у Раді. Президент вибирає секретаря Ради. Рішення Ради вступають в силу після затвердження Вищим керівником Ірану.
Обов'язки Ради, дані конституцією, включають в себе:
- Розробку політики в сфері оборони та національної безпеки в рамках загального курсу, що визначається Вищим керівником Ірану;
- Координація діяльності в політичній, розвідувальній, соціальній, культурній та економічній сферах щодо питань, пов'язаних з обороною та безпекою;
- Використання матеріально-технічних і інтелектуальних ресурсів країни для захисту від внутрішніх і зовнішніх загроз;

## Особистий склад
Станом на 2013 до складу Ради входили:
- Президент Хасан Рухані
- Спікер меджлісу Алі Ларіджані
- Глава судової влади аятолла Садок Ларіджані
- Головнокомандувач збройними силами генерал-майор Сейєд Фірузабаді
- Віце-президент, начальник управління планування та організації Мохаммад Вагер Нобахт[en]
- Секретар Вищої ради національної безпеки, представник Вищої керівника Ірану контр-адмірал Алі Шамхані
- Представник Вищої керівника Ірану Саїд Джалілі
- Командувач Збройними силами генерал-майор Атаолла Салехі
- Командувач Корпусом вартових Ісламської революції генерал-майор Мохаммад-Алі Джаафарі
- Міністр закордонних справ Мохаммад Джавад Заріф
- Міністр внутрішніх справ Абдольреза Рахмани Фазлі[en]
- Міністр розвідки і національної безпеки Махмуд Алаві[en]
- Міністр профільного міністерства.